# Iraklià
Iraklià (grec: Ηρακλειά, 'Heraclea' o 'illa d'Hèracles') és una illa grega de l'arxipèlag de les Cíclades. Té una superfície de 17,8 km² i el 2001 la seua població era de 151 habitants. Administrativament, forma part del municipi de Naxos, juntament amb la resta de Cíclades menors.

## Geografia
L'illa té dues poblacions principals: el port, dit Àgios Geórgios ('Sant Jordi'), que connecta l'illa amb Naxos, Amorgos i Skhinussa, i la Khora (grec: Χώρα, 'capital'), dita també Panagià ('Verge Maria'). A més, hi havia dues poblacions més, avui abandonades: el castell o Kastro, davant la platja de Livadi, i el llogaret d'Àgios Athanàsios ('Sant Atanasi'), al nord de la Khora.

## Història
Les primeres restes d'activitat humana a Iraklià daten del període ciclàdic (tercer mil·lenni aC), principalment a Àgios Mamas i també al Kastro de Livadi. Ja en època històrica, sembla que hi havia una població al Kastro, per bé que l'illa depenia de Naxos. En aquesta mateixa zona s'ha identificat un santuari dedicat a Tique i un altre a Zeus Lofita.
El nom de l'illa és confirmat per una inscripció del segle iii aC trobada a l'illa, que fa referència als heracleotes. Addicionalment, hi ha dos passatges d'autors antics que els autors moderns han volgut identificar amb l'illa, per bé que no hi ha consens. Per una banda, un passatge de Plini el Vell esmenta una illa, a continuació de Sícinos i abans de Casos, que alguns manuscrits anomenen Heraclia, però altres Hieracia (en aquest cas, es tractaria de l'illa de Falconera o Ierakula, entre Melos i el Peloponnès). Per altra banda, Estèfan de Bizanci fa referència a una illa anomenada Heraclea que situa a la mar de Càrpatos, i que podria ser la mateixa illa.
L'illa va romandre deshabitada durant l'edat mitjana. Al segle xviii, solament hi habitava una comunitat de monjos d'Amorgos, que criaven cabres i ovelles i en feien formatge, i eren objecte de saquejos per part dels pirates de la zona.